# Навстречу жизни
«Навстречу жизни» — художественный фильм режиссёра Николая Лебедева 1952 года по мотивам повести Ивана Василенко «Звёздочка». Молодёжно-производственная киноповесть.
Первая роль в кино Надежды Румянцевой.

## Сюжет
Одному из ленинградских ремесленных училищ поручают сложный заказ на изготовление партии станков. Не все рабочие одинаково серьёзно относятся к выполнению задания. Происходит поломка. Кажется, виновные найдены. Но наказать всегда легче, чем помочь исправить ошибки.

## В ролях
- Надежда Румянцева — Маруся Родникова, ученица ремесленного училища
- Георгий Семёнов[3] — Семён Ильич, директор
- Сергей Гурзо[4] — Басов, мастер и секретарь комсомольской организации
- Василий Меркурьев — Василий Никанорович, старший мастер
- Владимир Соколов — Паша Сычёв, ученик ремесленного училища
- Анатолий Кузнецов
- Виктор Хохряков

## Интересные факты
- Надежда Румянцева ради роли Маши месяц обучалась токарному делу[5]. Актриса обманула съёмочную группу, заявив, что умеет управлять моторной лодкой. Это стоило Румянцевой нескольких дней в больнице[5]. Из-за съёмок в этом фильме Румянцева была вынуждена перейти из ГИТИСа во ВГИК, потому как значительно успела отстать от курса во время съёмок[6].
- В этом фильме должен был сниматься восемнадцатилетний Игорь Клименков, известный как исполнитель роли мальчика-пажа в «Золушке». Как вспоминает сам Клименков, он был влюблён в Румянцеву, не отвечавшую ему взаимностью, и его сняли с роли после того, как устроил сцену ревности прямо в студии[7].